# سید احمد زنجانی
سید احمد شبیری زنجانی معروف به آقا سید احمد زنجانی (زاده ۱۲۷۰ در زنجان – درگذشته ۱۳۵۲ در قم) از فقهای شیعی ایرانی بود.
وی در سال ۱۳۵۲ شمسی، در سن ۸۲ سالگی درگذشت.
فرزند وی، سید موسی شبیری زنجانی از مراجع تقلید حال حاضر به‌شمار می‌رود.

## تحصیلات
فراگیری علوم دینی را از کودکی آغاز کرد. دوره مقدماتی و سطوح را در زنجان به پایان برد. بعد از مدتی تدریس در مدرسه شاهی، برای ادامه تحصیل و تکمیل مبانی علمی و استفاده از عبدالکریم حائری یزدی در سال ۱۳۴۶ به قم مهاجرت کرد و تا آخر عمر در همان‌جا ماندگار شد.

## فعالیت در زنجان
۲۵ سال در مدرسه سید در زنجان که بزرگترین مدرسه این شهر بود، به تحصیل و تدریس پرداخت و اداره این مدرسه و تعیین طلاب آن به‌طور عمده با او بود. در سال ۱۳۴۴ کتاب خیرالامور را در آنجا نوشت.

## فعایت‌های دیگر در قم
وی از شاگردان معروف  عبدالکریم حائری یزدی در قم بود. وی تا سال ۱۳۹۰ به واسطه کسالت درد پا و ضعف مزاج از آمدن به نماز خودداری و آن را به پسر بزرگش  سید موسی شبیری زنجانی واگذار کرد و خود معتکف در خانه شده و به تألیف و مطالعه پرداخت. وی در حوزه علمیه از راهنمایان  محمد اسماعیل صائنی در مسائل درسی و انتخاب مجالس علمی بوده‌است.

## اساتید

### در زنجان
آیات عظام:
- زین‌العابدین عابدی زنجانی[۴]
- میرزا عبدالرحیم فقاهتی[۵]
- میرزا ابراهیم حکمی زنجانی[۶]
- عبدالکریم خوئینی زنجانی[۷]
- میرزا احمد زنجانی
- سید حسن زنجانی

### در قم
آیات عظام:
- محمدصادق خاتون‌آبادی
- محمدرضا نجفی اصفهانی[۸]
- شیخ عبدالکریم حائری[۹]

## آثار
- اربعین
- افواه الرجال
- ایضاح الاحوال فی احکام الحالات الطاریة علی الاموال
- ایمان و رجعت
- بین السیدین
- تعلیقه کتاب الفقه علی المذاهب الاربعه
- الرد علی القصیمی
- غیث الربیع فی وجه البدیع
- فروق الاحکام
- فروق اللغة
- فهرست جامع الشتات
- رساله قبله
- مستثنیات الاحکام
- شرح استدلالی کتاب مستثنیات الاحکام به نام مستنبتات الاعلام
- مقدمه تفسیر تبیان
- مناسک حج
- نصاب سه زبانه
- الهدی الی الفرق بین الرجال و النساء
- ملحقات کتاب تقویم الصلاه
- جنگل مولی
- فهرست اعلام
- تذبیل مفتاح التفاسیر
- شرایط الاحکام
- الکلامُ یَجُرّالکلام
- رساله خیرالامور
- سرگذشت یک رساله[۱]

## درگذشت
سید احمد زنجانی در حدود چهار ساعت پس از نیمه شب شنبه ۲۹ رمضان ۱۳۹۳ مطابق با پنجم آبان ۱۳۵۲ در قم درگذشت و در حرم فاطمه معصومه ، صحن امام رضا ، حجره شماره ۳۳ به خاک سپرده شد .